# Defense Distinguished Service Medal
Die Defense Distinguished Service Medal ist die höchste Auszeichnung der Vereinigten Staaten in Friedenszeiten und wird für die außerordentliche Pflichterfüllung der nationalen Sicherheit vom Verteidigungsministerium der Vereinigten Staaten vergeben. Sie wurde am 9. Juli 1970 vom Präsidenten Richard Nixon gestiftet.
Diese Dekoration ist in der Pyramid of Honor wie die Distinguished Service Medaillen der einzelnen Teilstreitkräfte (Army Distinguished Service Medal, Navy Distinguished Service Medal, Air Force Distinguished Service Medal, Coast Guard Distinguished Service Medal und Homeland Security Distinguished Service Medal) angesiedelt, jedoch unter den Verdienstkreuzen (Distinguished Service Cross der US Army, Navy Cross und Air Force Cross). Eine Stufe unter den Distinguished Service Medals rangiert der Silver Star.
Mehrfachauszeichnungen sind, wie bei den meisten amerikanischen Militärorden, möglich, so erhielten zum Beispiel General Colin Powell, General John M. Shalikashvili, General Henry H. Shelton, General Richard B. Myers, General Peter Pace und Admiral Michael G. Mullen diese Auszeichnung viermal. Wiederkehrende Auszeichnungen werden mit einem Eichenlaub gekennzeichnet.
Die am 6. Februar 1976 eingeführte Defense Superior Service Medal hat ein ähnliches Design, sie wurde jedoch silberfarbig statt goldfarbig gestaltet.

## Gestaltung
Die Medaille ist in Gold gehalten. Hinter einem Weißkopfseeadler mit drei Pfeilen in seinen Fängen und einem Schild der United States auf seiner Brust ist das Pentagon stilisiert. Umrahmt ist die Darstellung mit einem Kreis aus 13 Sternen im oberen Bereich und mit Lorbeerzweigen unten. Über den Sternen befinden sich fünf Goldstrahlen. Am Revers sind die Schriftzüge For Distinguished Service und From The Secretary of Defense To in Blockschrift zu finden.